# Річки Одеської області

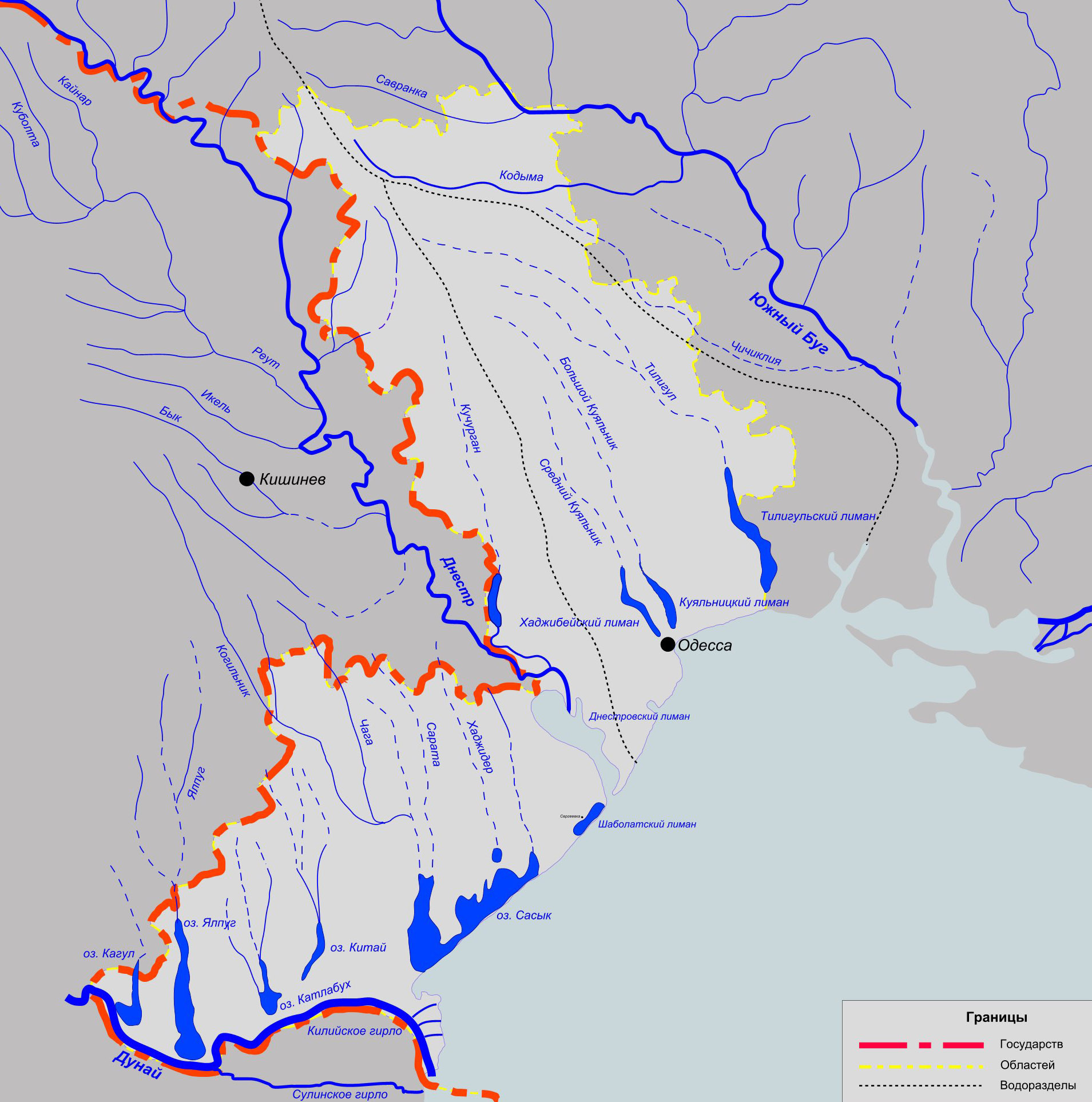
Гідрографічна мережа області

Річки Одеської області — річки, що протікають територією Одеської області України. Усі річки області належать до басейну Чорного моря. Умовно їх можна розділити на чотири групи — річки басейну Дунаю, басейну Дністра, басейну Південного Бугу та річки безпосередньо басейну Чорного моря.

## Річки басейнуДунаю
- Дунайські гирла
  - Кілійське гирло (протока)
- Аліяга впадає до озера Китай

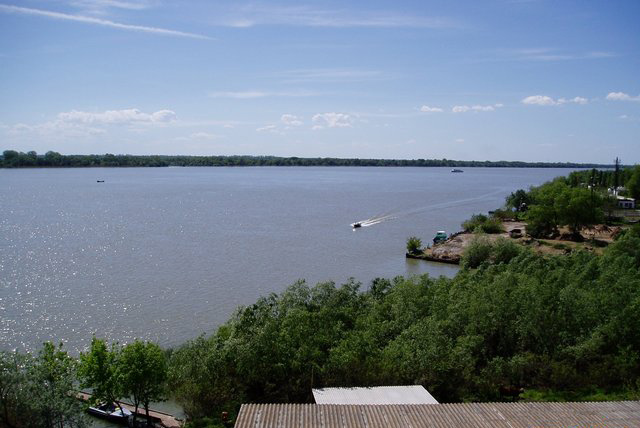
Дунай

- Великий Катлабух впадає до озера Катлабух
  - Малий Катлабух ліва притока
- Дракуля ліва притока
- Єника впадає до озера Катлабух
- Киргіж-Китай впадає до озера Китай
  - Киргіж ліва притока
- Нерушай ліва притока
- Ташбунар впадає до озера Катлабух
- Ялпух впадає до озера Ялпуг

## Річки басейнуДністра

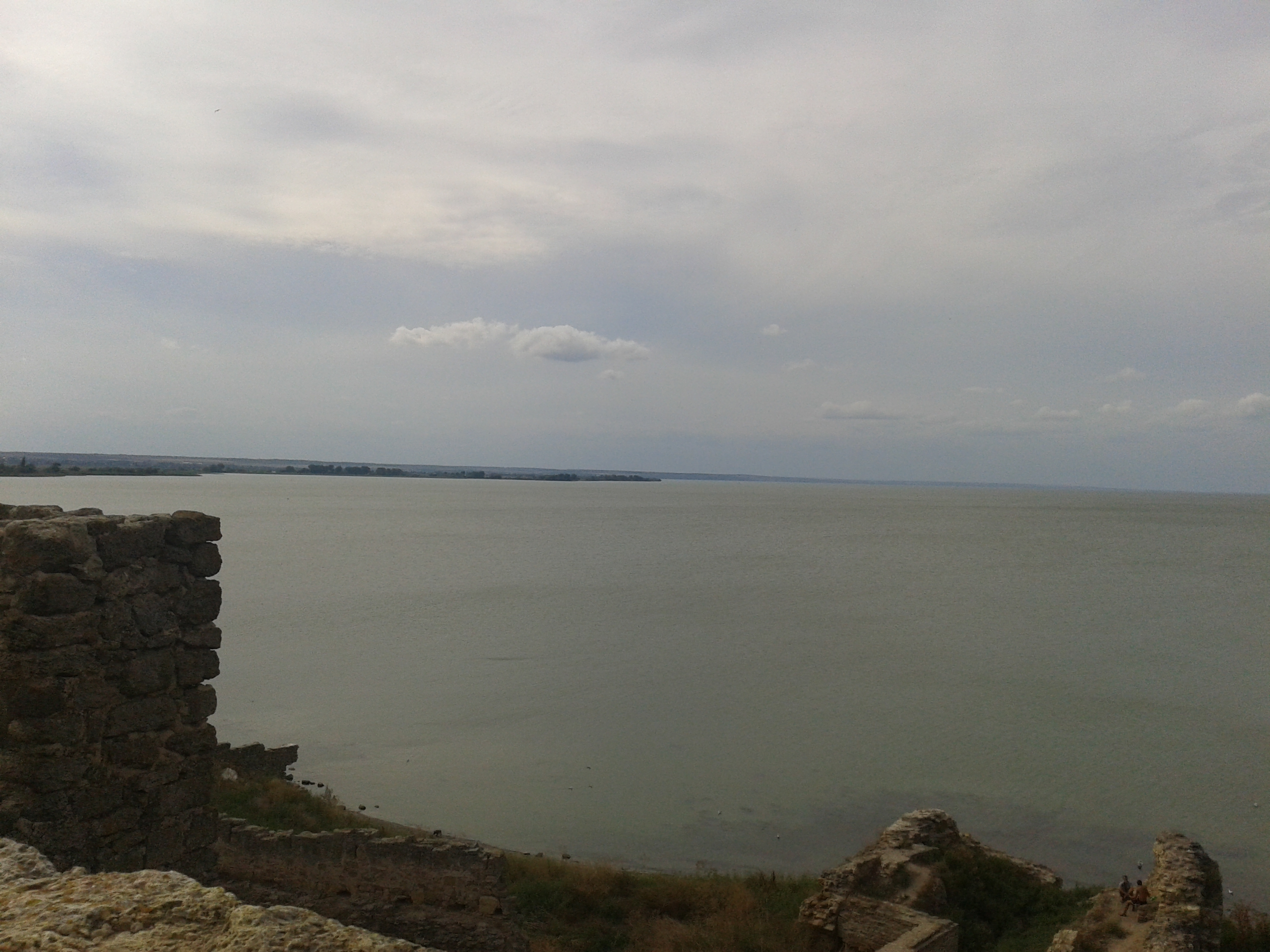
Дністер

- Білоч (або Білочка, Белочи) ліва притока
- Майстринка ліва притока
- Турунчук (протока)
- Кучурган ліва притока
  - Великий Канай права притока
  - Велика Сошка права притока
- Рибниця ліва притока
- Ягорлик ліва притока
  - Тростянець права притока

## Річки басейнуПівденного Бугу

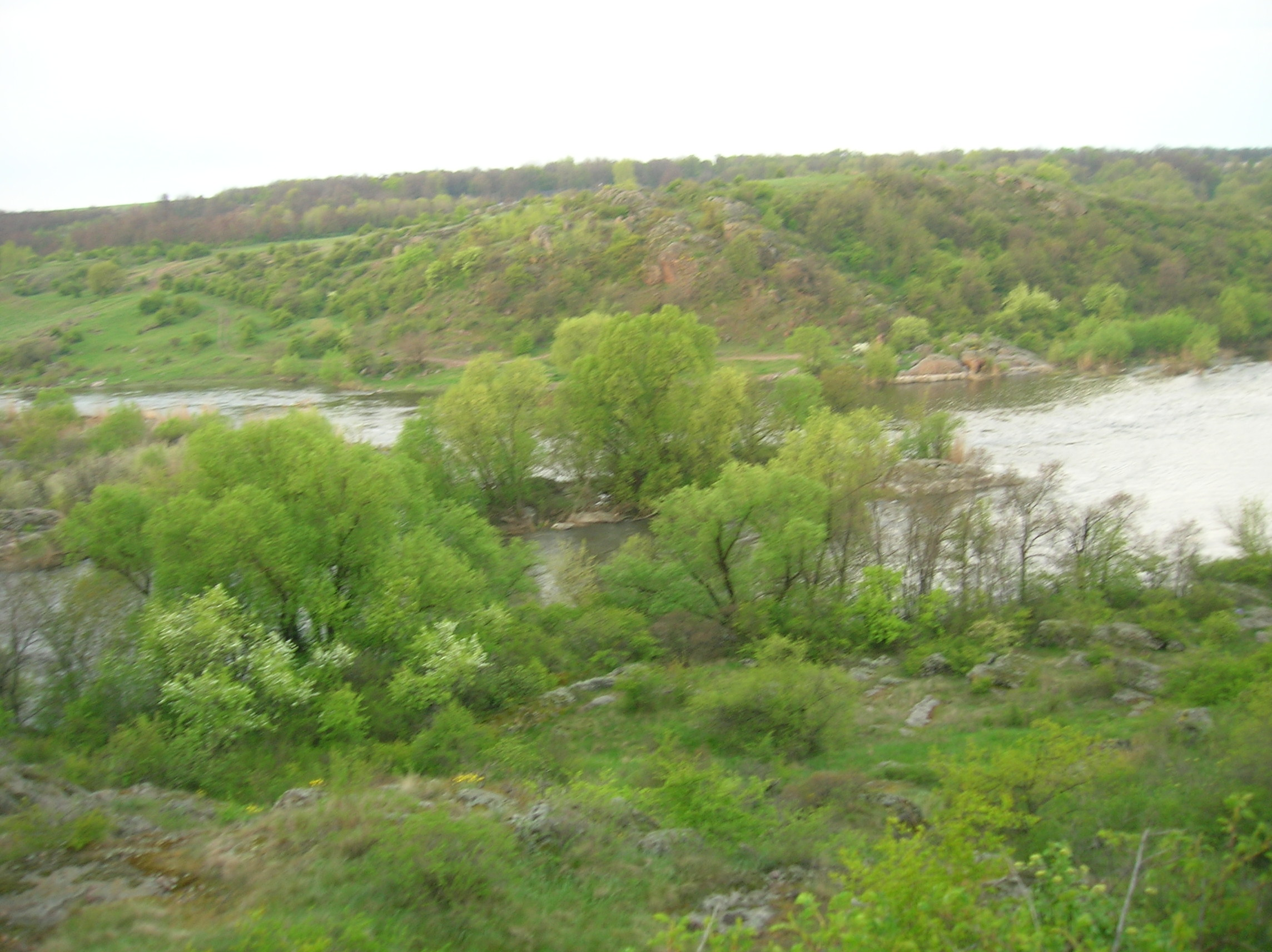
Південний Буг

- Кодима права притока
- Савранка права притока
  - Смолянка права притока
  - Яланець ліва притока
- Чичиклія права притока

## Річки басейнуЧорного моря
- Аккаржанка впадає до Сухого лиману
- Алкалія впадає до озера Солоне (лиман Бурнас)
- Балай, Балайчук впадає до Тилігульського лиману
- Барабой впадає до Чорного моря
- Великий Аджалик впадає до Великого Аджалицького лиману
- Великий Куяльник впадає до Куяльницького лиману
  - Суха Журівка ліва притока
  - Силівка ліва притока
  - Кошкова, Кошача ліва притока
- Дальник впадає до Сухого лиману
- Когильник впадає до лиману Сасик (Кундук)
  - Джалар (притока Когильника) ліва притока
  - Скиноса ліва притока
  - Чага ліва притока
    - Сака права притока

  - Чилігідер ліва притока
- Малий Аджалик впадає до Малого Аджалицького лиману
- Малий Куяльник впадає до Хаджибейського лиману
  - Середній Куяльник ліва притока
- Сарата впадає в лиман Сасик (Кундук)
  - Бабей ліва притока
  - Джалаїр ліва притока
  - Кіпчак, Копчак ліва притока
- Свина впадає в лиман Хаджибейського лиману
  - балка Карпів Яр ліва притока
  - Свинарка (Велика Свина) права притока
- Тилігул впадає до Тилігульського лиману
  - Журівка права притока
- Царега впадає до Тилігульського лиману
- Хаджидер впадає до лиману Хаджидер
  - Каплань ліва притока